# Przełęcz pod Madohorą
Przełęcz pod Madohorą lub Przełęcz pod Mladą Horą (846 m) – przełęcz w Beskidzie Małym, w bocznym grzbiecie odbiegającym na południe od Łamanej Skały. Znajduje się pomiędzy Madohorą (Mlada hora, 873 m) a Gibasów Wierchem (Wielkim Gibasów Groniem, 890 m). Zachodnie stoki przełęczy opadają do doliny potoku Kocierzanka, południowo-wschodnie do doliny Krzywego Potoku (dopływ Kocońki).
W przewodniku „Beskid Mały” Przełęcz pod Madohorą ma nazwę Przystopek. Jest to nazwa przeniesiona z dawnej polany Przystopek, znajdującej się na południe i na południowy wschód od Przełęczy pod Madohorą (Przełęczy pod Mladą Horą) i na południowo-wschodnim grzbiecie Madohory opadającym do wsi Las.
Przez Przełęcz pod Madohorą biegnie granica między wsiami Kocoń i Ślemień w województwie śląskim, w powiecie żywieckim. Przełęcz jest mało wybitna i porośnięta lasem, ma jednak znaczenie orientacyjne, gdyż krzyżują się na niej dwa szlaki turystyczne. Sama przełęcz pozbawiona jest widoków, natomiast z odcinka grani od przełęczy po szczyt Wielkiego Gibasów Gronia rozciągają się widoki na Łamaną Skałę i Potrójną.
Szlaki turystyczne
 Przydawki – Polana Zokowa – Gołasie – Przełęcz pod Madohorą – rozstaje Anuli – skrzyżowanie pod Smrekowicą – Smrekowica – Na Beskidzie – Góra Potrójna (847 m) – przełęcz Beskidek – schronisko PTTK Leskowiec. Czas przejścia 3.30 h, 3 h
 Krzeszów – Suwory – rozdroże pod Smrekowicą – Smrekowica – rozstaje Anuli – Madohora – Przełęcz pod Madohorą – Gibasów Wierch – Przełęcz Płonna – Ścieszków Groń – Kocierz Rychwałdzki

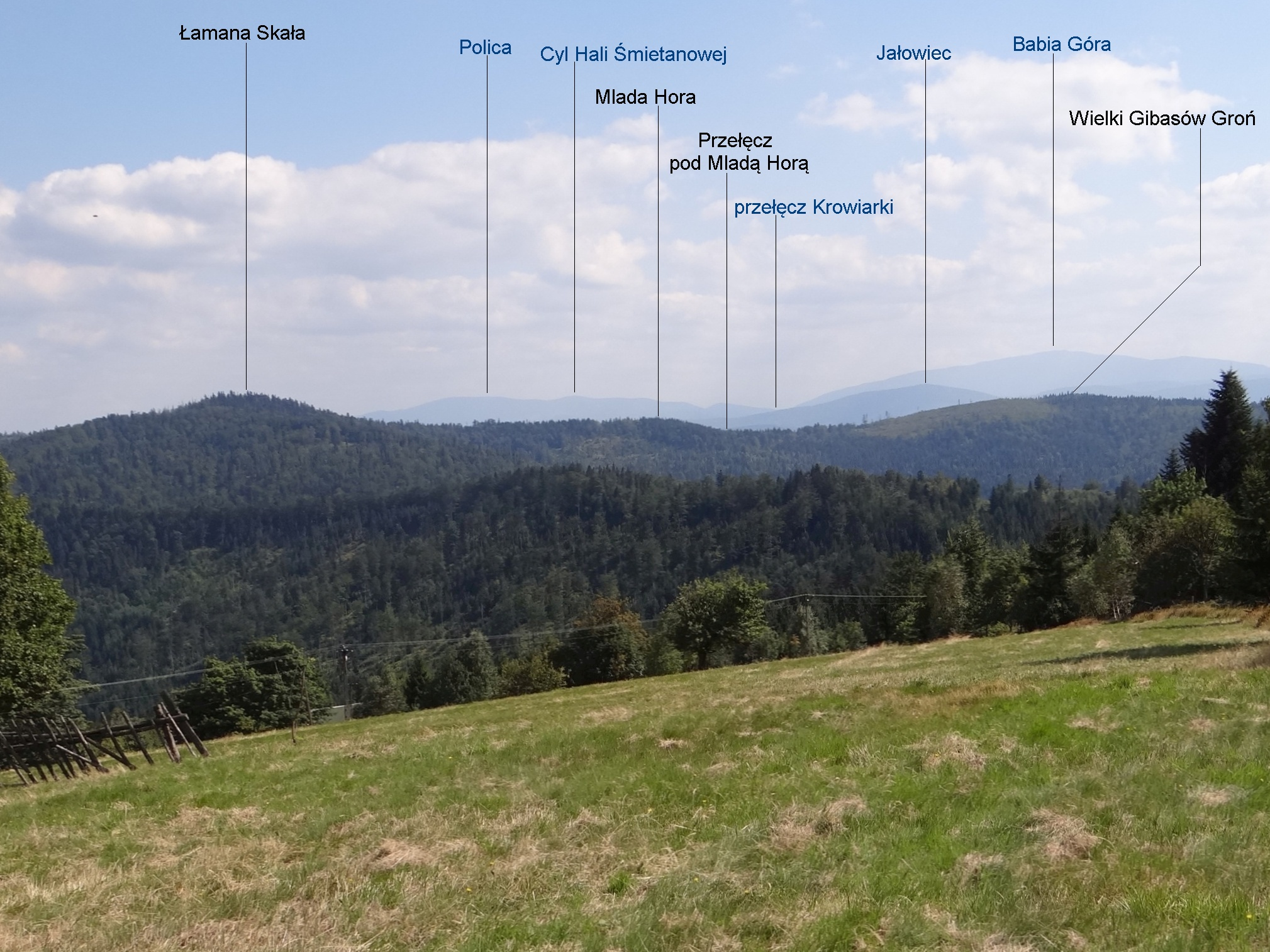
Widok z Potrójnej (883 m)